# Fahrzeugmuseum Frankenberg

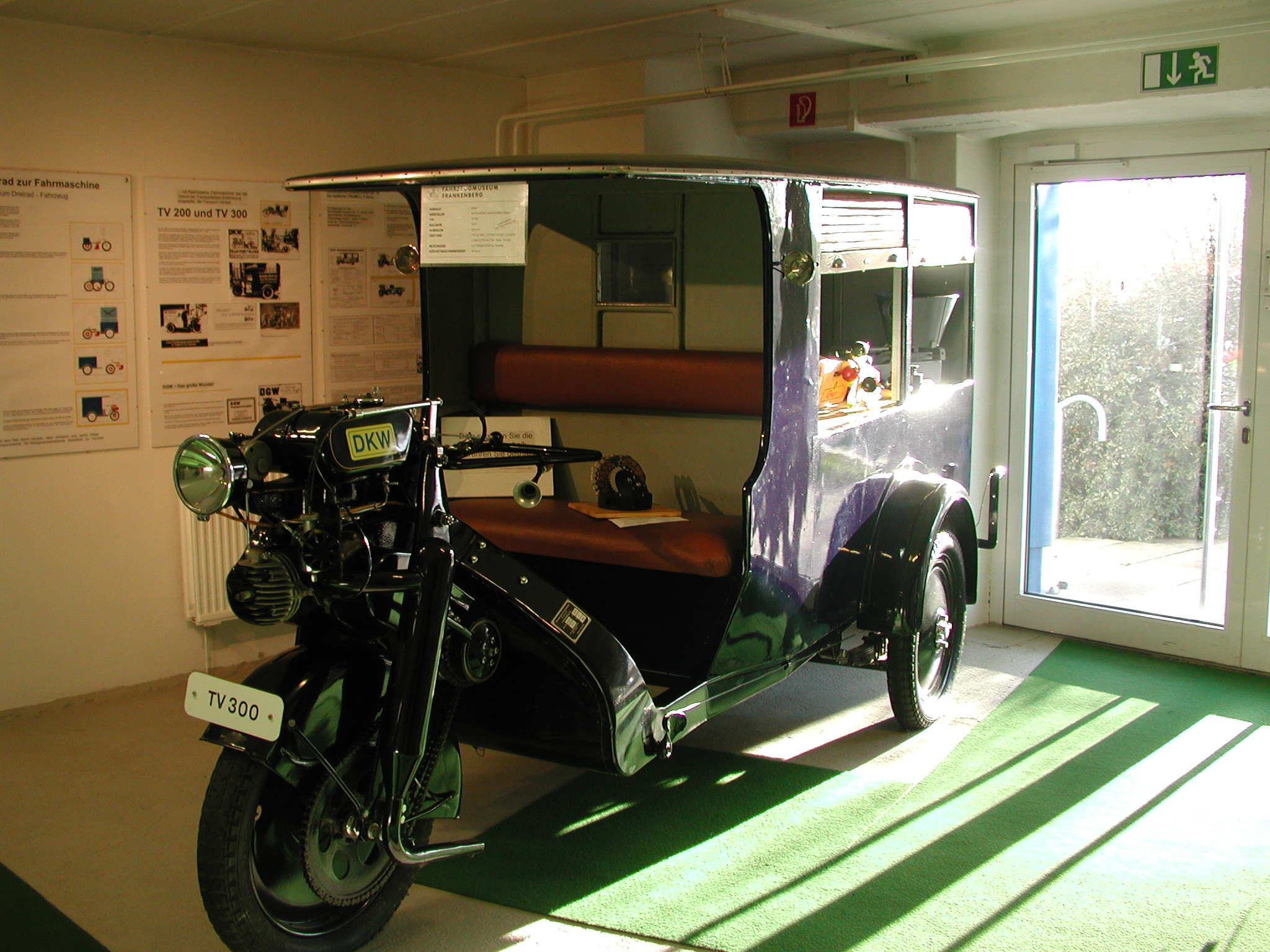
Restaurierter DKW TV 300 im Eingangsbereich des Museums

Das Fahrzeugmuseum Frankenberg öffnete 1996 in der sächsischen Stadt Frankenberg. Seine mehr als 100 Exponate zeigten die Geschichte der Nutzfahrzeugentwicklung vor allem der Marken Framo und Barkas fast lückenlos. Ende des Jahres 2019 wurde der Standort in der Mühlbacher Straße in Frankenberg geschlossen. Die Exponate bleiben erhalten und werden größtenteils in ein neues Museum – Zeitwerkstadt – überführt. Dafür wird die ehemalige Blumenhalle der 8. Sächsischen Landesgartenschau umgestaltet.

## Entstehung des Museums
Im Jahr 1993 gründeten Mitarbeiter der Barkas GmbH den Förderverein Fahrzeugmuseum Frankenberg e.V., der für den Aufbau einer Sammlung Unterstützung durch die Stadtverwaltung, durch die damalige APEX GmbH, durch regionale Arbeitsämter und durch zahlreiche Einzelpersonen erhielt. Die Stadt stellte die Räumlichkeiten und erwarb die historische Sammlung der liquidierten Barkas Werke, und ehemalige Mitarbeiter der Barkas-Werke und sonstige Enthusiasten trugen weitere Schaustücke zusammen.
Die Materialien mussten gesichtet und geordnet, Zeitzeugen befragt und Fahrzeuge zum Ausstellen restauriert werden, wobei viele Museumsfreunde ehrenamtlich arbeiteten. So wurde das Museum bereits nach drei Jahren eröffnet.

## Ausstellung

### Überblick
Kurzdarstellungen und Originalfahrzeuge zeigten die Begründung und Entwicklung der Nutzfahrzeugproduktion am Standort Frankenberg und ihre Folgemodelle aus Hainichen und Karl-Marx-Stadt: Der geschäftlich erfolgreiche dänische Ingenieur Jørgen Skafte Rasmussen gründete in Frankenberg am 23. Januar 1923 gemeinsam mit den Ingenieuren Paul Figura und Richard Blau die Metallwerke Frankenberg G.m.b.H. Haupterzeugnisse waren Zubehörteile für die Motorräder von DKW. Daraus entstanden später motorgetriebene dreirädrige Transportfahrzeuge, deren einzelnes Vorderrad vom einfachen  unverkleideten Motor über eine Kette direkt angetrieben wurde, wie nebenstehendes Bild veranschaulicht. (Mehr unter Framo und VEB Barkas-Werke)

### Informationstafeln und Technikeinblicke
60 Tafeln informierten zur Produktion von Motorrädern und zur Entwicklung ihrer „Innereien“ wie Motoren und seinerzeit neuartiger Bremssysteme.  Daneben gab es historische Werbeplakate und originale Verkehrsschilder. Schnittmodelle und geöffnete Fahrzeugteile erklärten den Besuchern die Funktionsweise notwendiger Autotechnik. Werbeartikel und Spielzeugmodelle rund um die gezeigten Transporter lockerten die technische Darstellung auf.

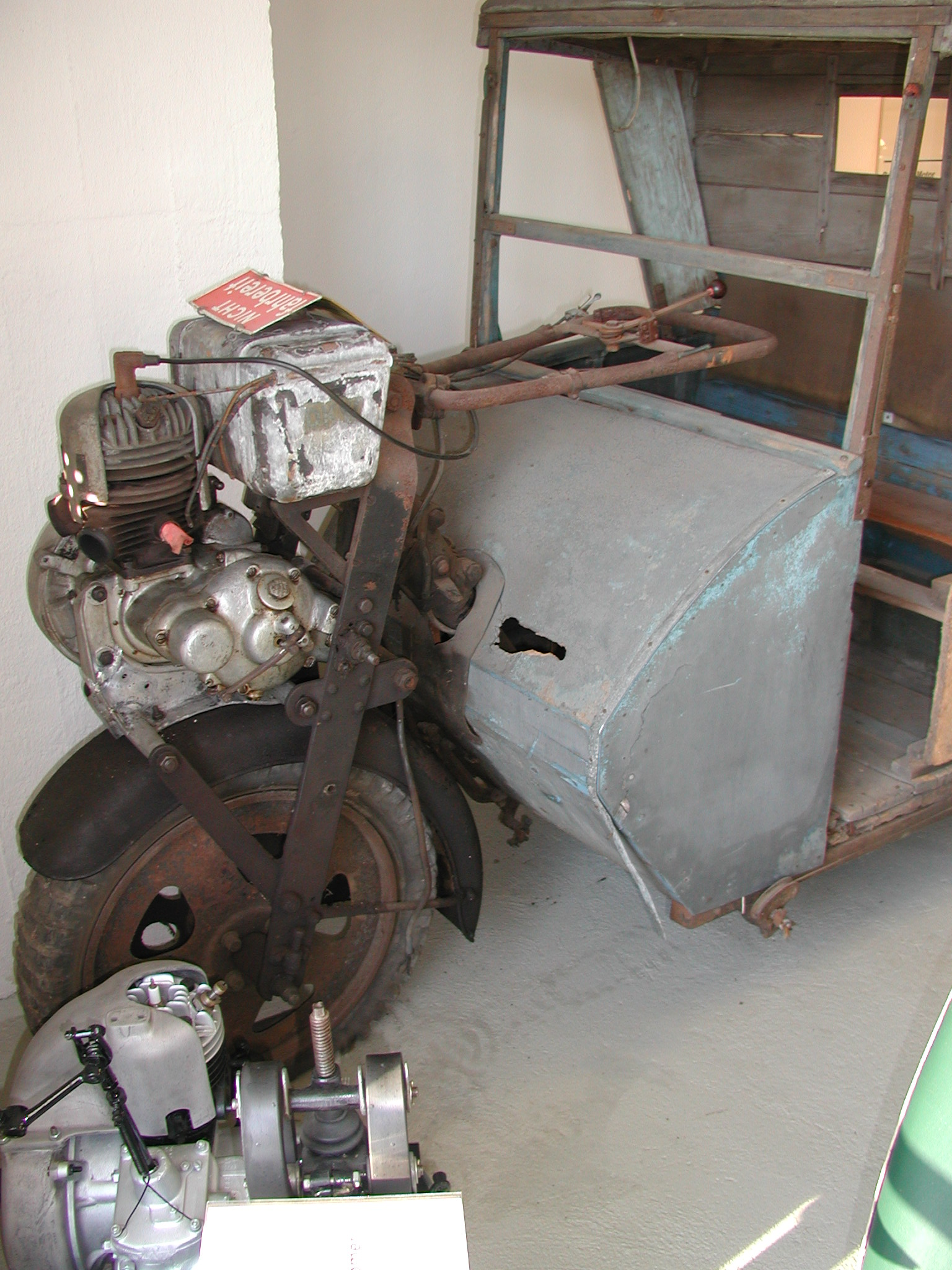
Antriebsteil des ältesten Exponats im Museum, wohl ein LT 200

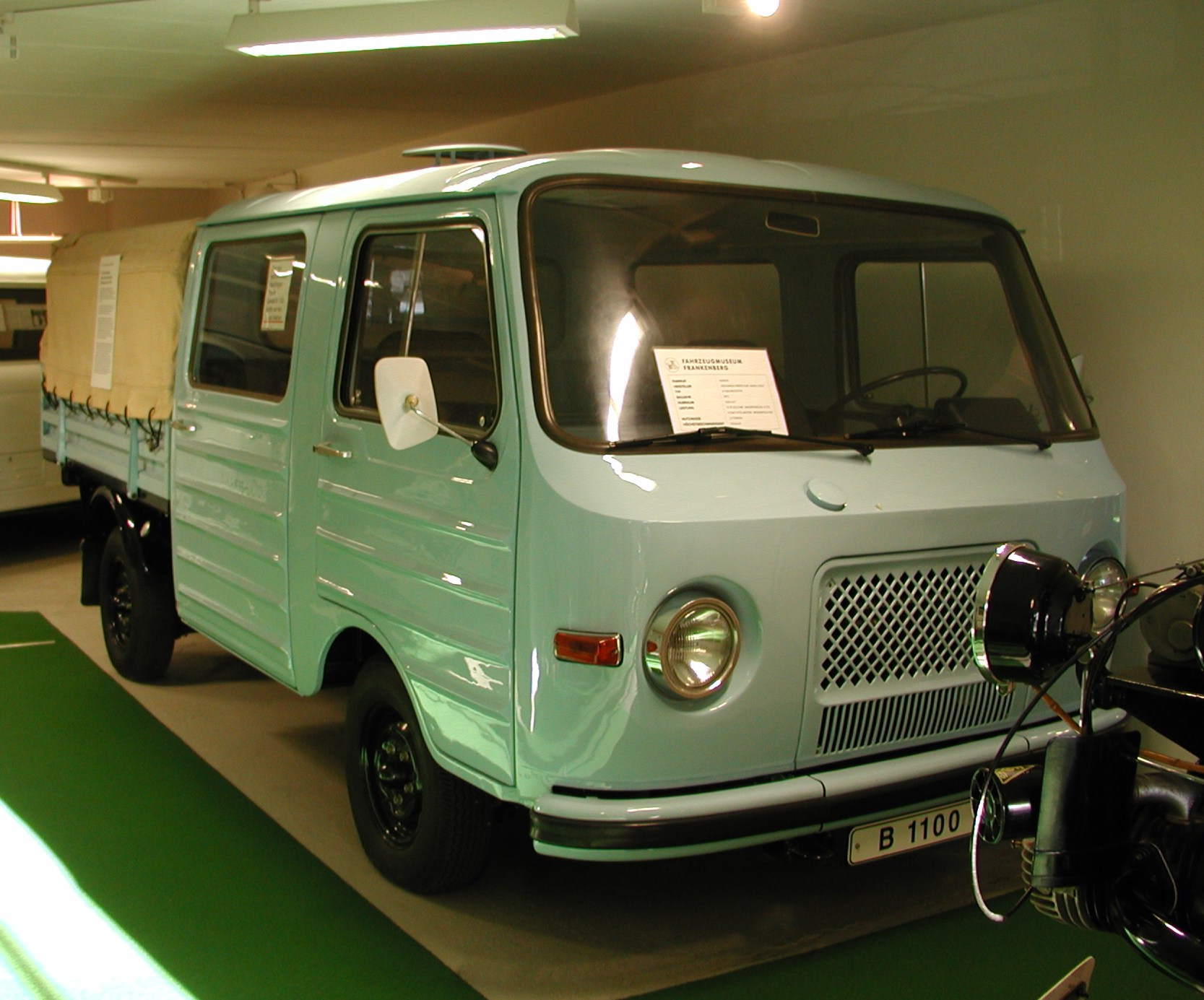
Prototyp eines 1969–1972 entwickelten Barkas-Transporters im Museum in Frankenberg

### Fahrzeuge
Herz des Museums waren (Stand September 2015) 19 Originalfahrzeuge, von denen die meisten rekonstruiert und auf Hochglanz gebracht waren. Fünf kleinere Räume zeigten ursprüngliche Framo-Modelle wie den D 500 P, den V501 und den Piccolo. Weitere Räume widmeten sich Barkas von den Anfängen über verschiedene Aufbauten bis hin zum „Glanzstück“ der Ausstellung, einem Prototyp des nie in Serie gegangenen B1100. Von diesem bis 1972 entwickelten Kleintransporter wurden nur drei Prototypen gefertigt. Eine Massenproduktion konnte nie beginnen, weil die Entwicklung auf Weisung des zuständigen Ministeriums für Maschinen-, Landmaschinen- und Fahrzeugbau der DDR aufgrund fehlender Materialbasis eingestellt werden musste. Diese Neuentwicklung kam ebenso wie zahlreiche vorbereitete konstruktive Verbesserungen der laufenden Produktion (z. B. Einzelradaufhängung und längs liegende Drehstabfederung) nie zum Einsatz. Die Prototypen sollten verschrottet werden, jedoch bewahrte der zuständige Entwicklungsingenieur Walter Richter sie vor diesem Schicksal: Er fand für die zerlegten Autoteile Verstecke bei Bauern. Nach der politischen Wende wurden die Teile zusammengetragen, sodass das Museum eines der drei Prototypen präsentieren konnte.
Der letzte B 1000 mit Zweitaktmotor und der am 10. April 1991 gefertigte letzte B 1000-1 mit VW-Lizenzmotor waren ebenfalls ausgestellt.

### Auswahl weiterer Museumsstücke

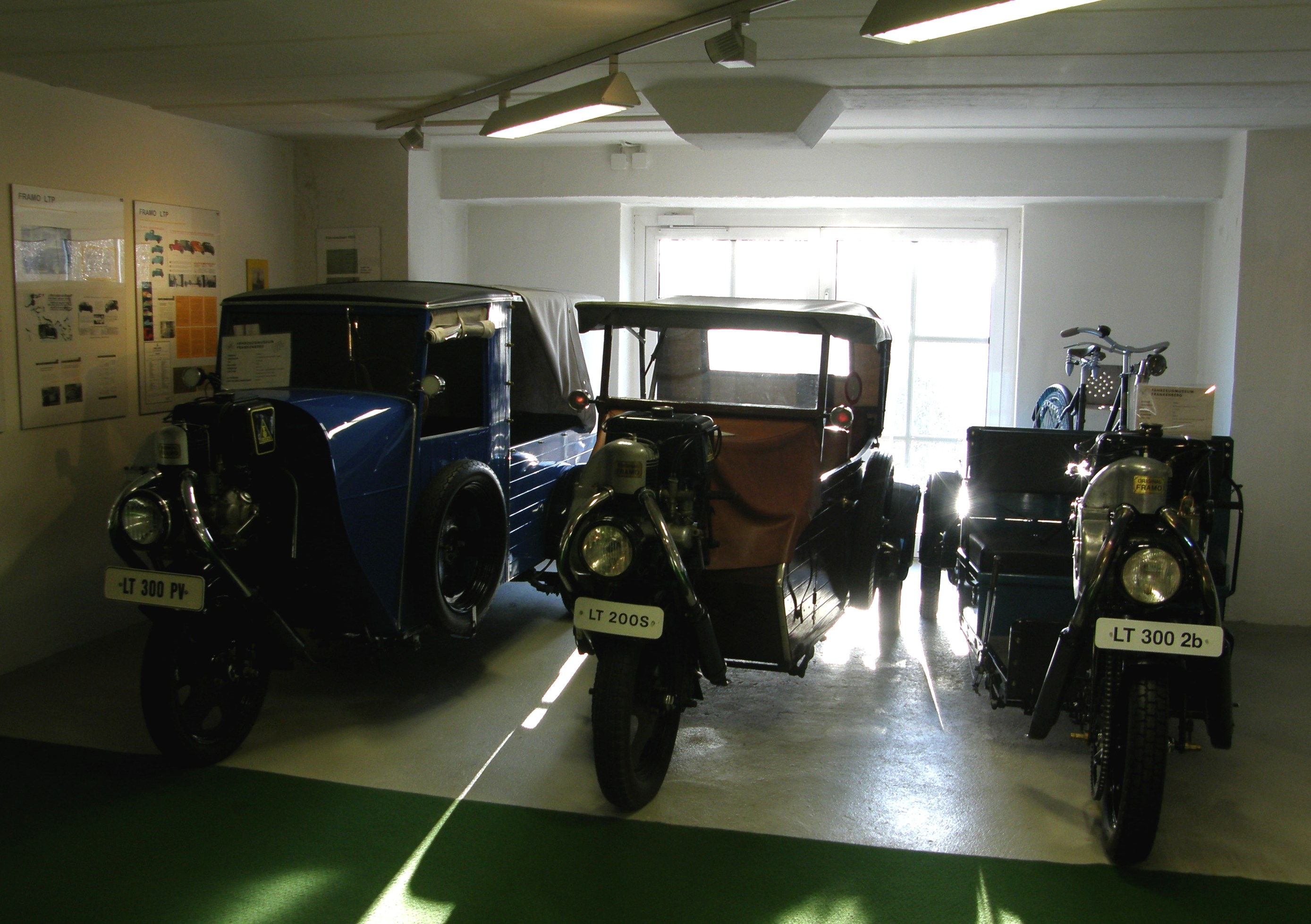
Framos der Typen LT 300 PV + LT 200 S + LT 3002b
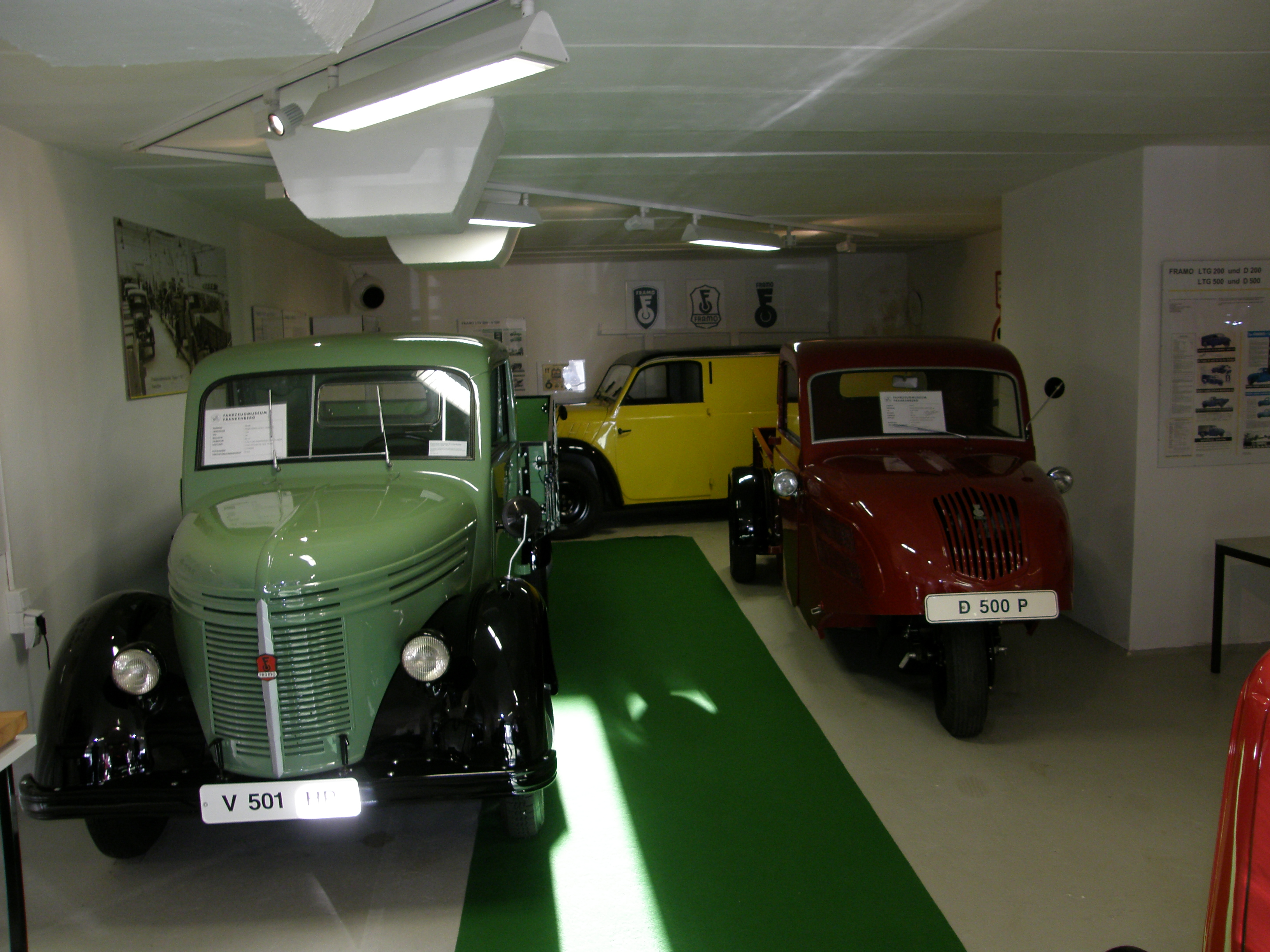
Framos der Typen D500P + V501 + V901
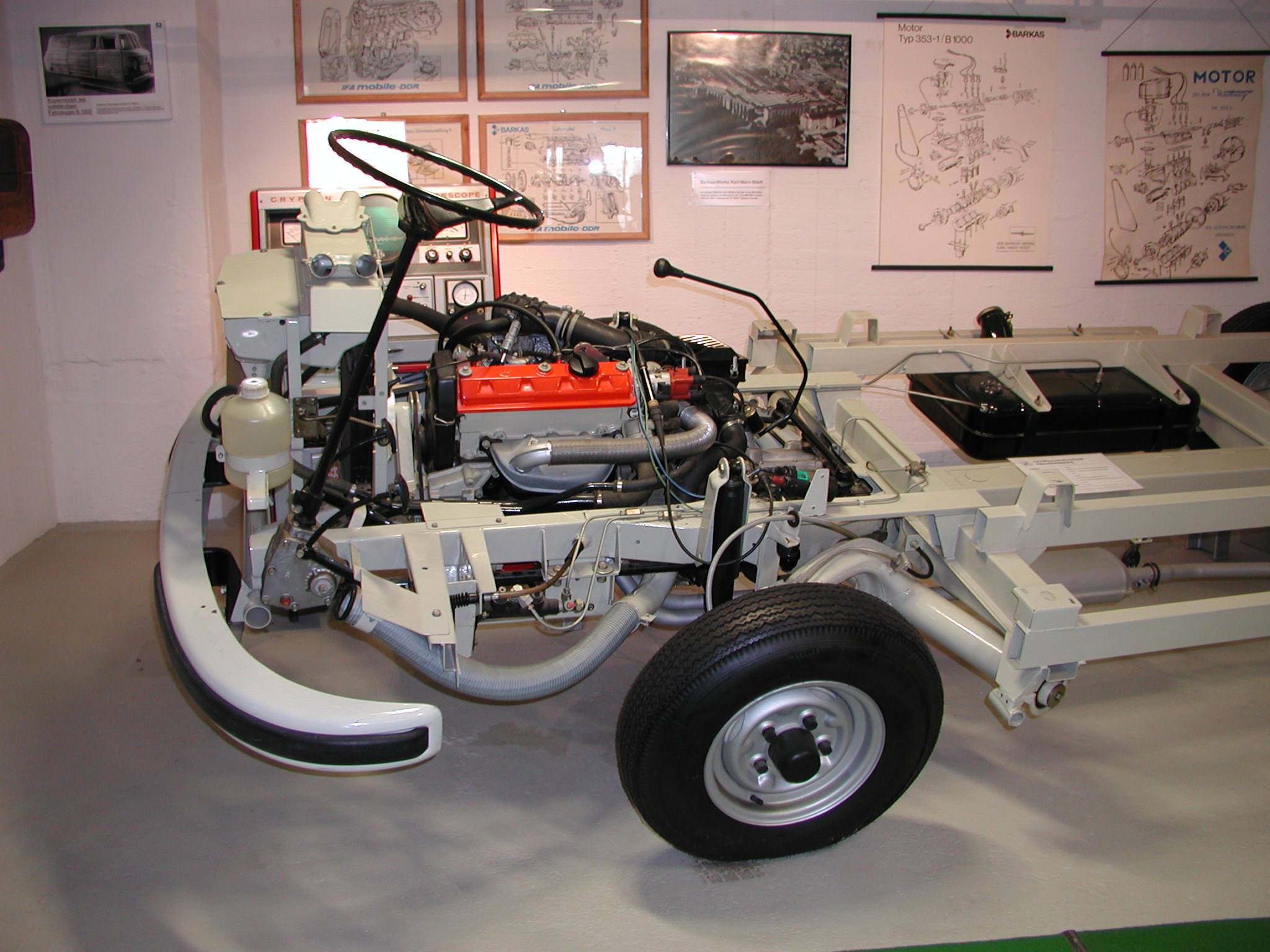
Chassis eines Barkas B 1000
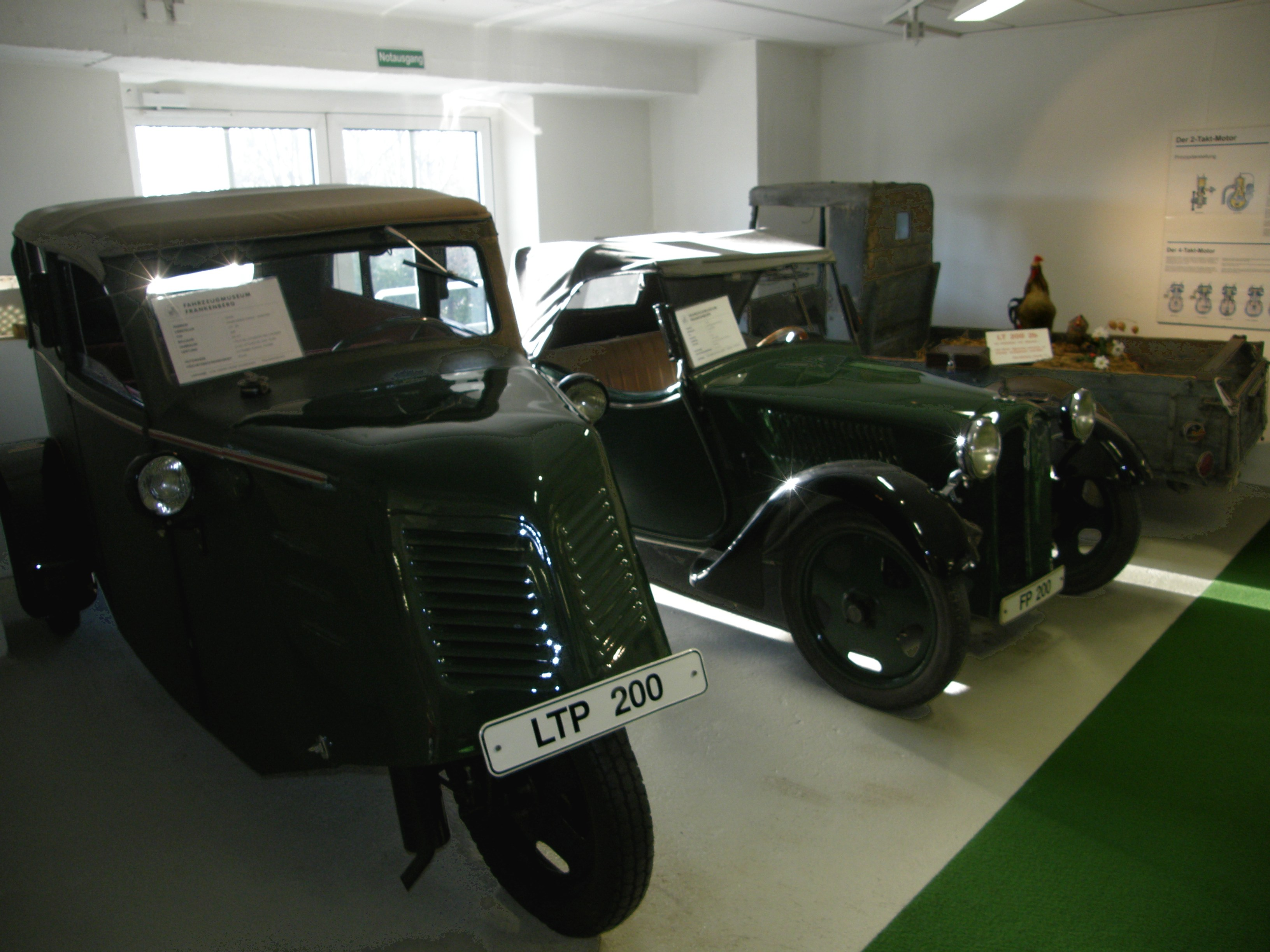
Framos der Typen LTP200 + FP200 (1)
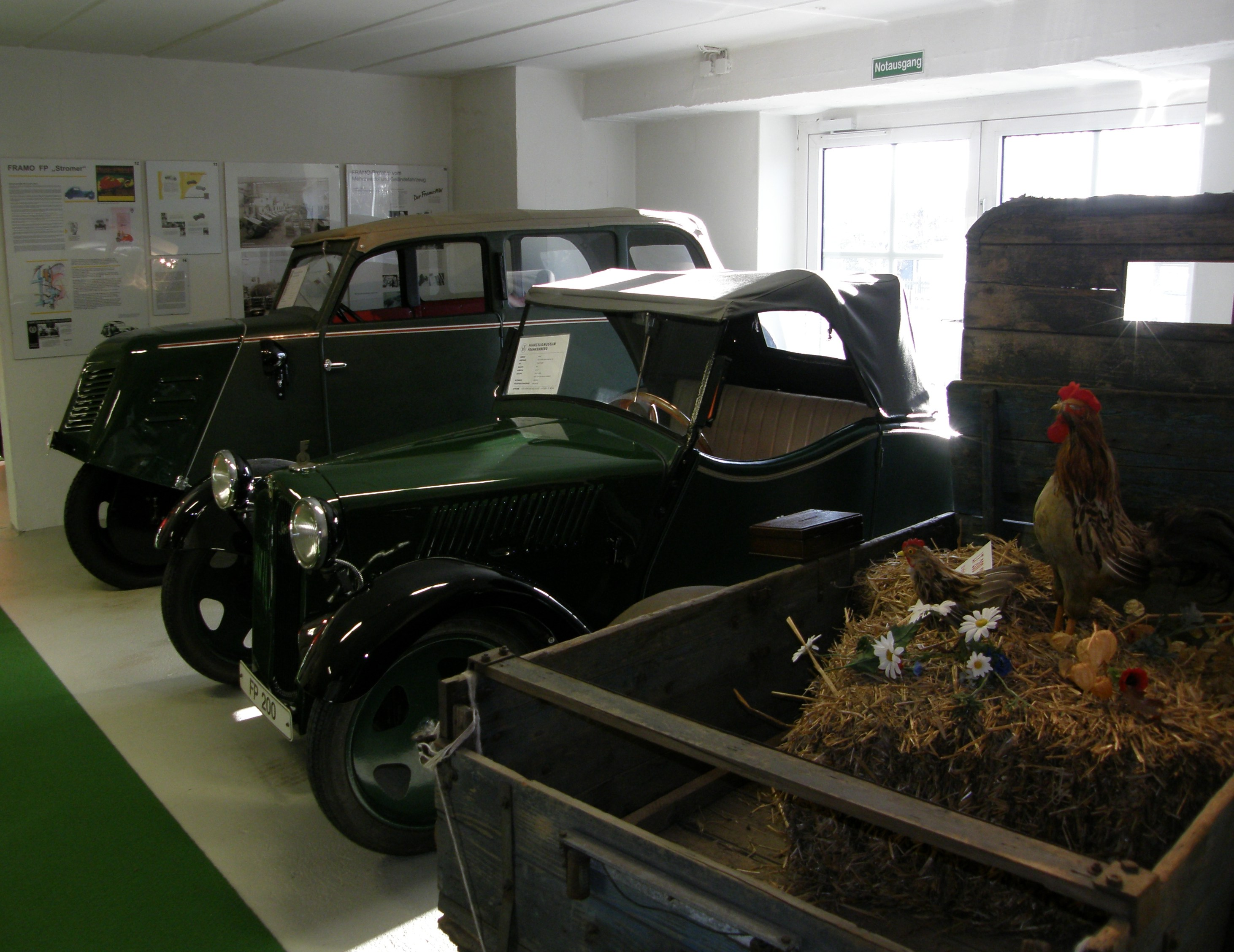
(2)
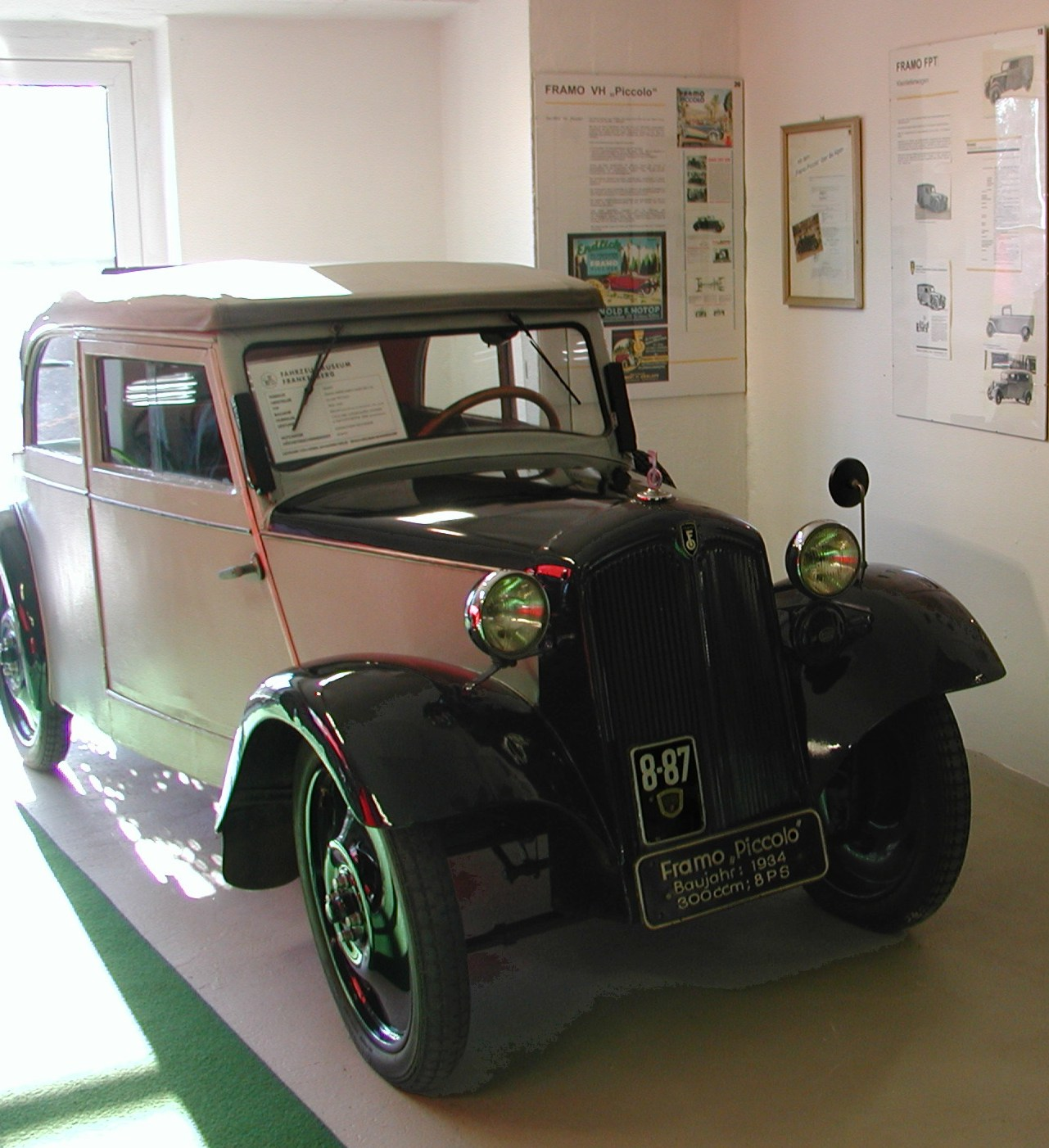
Framo Typ VH Piccolo

## Museumsende und Verbleib von Ausstellungsstücken
Das Museum schloss Ende 2019 an der Mühlbacher Straße. Seit 15. Juli 2021 sind in der ehemaligen Blumenhalle der 8. Sächsischen Landesgartenschau Exponate aus seiner ehemaligen Ausstellung im Erlebnismuseum Zeitwerkstadt sichtbar. Diese Einrichtung der Frankenberger Kultur gGmbH soll sächsischen Pioniergeist sichtbar machen sowie vor allem Kinder und Familien interaktiv über Lichtspiele, Roboter und digitales Zeitreisen ansprechen.